# Liste der Kulturdenkmale in Emersleben (Halberstadt)
Die Liste der Kulturdenkmale in Emersleben enthält die Kulturdenkmale des Landesamtes für Denkmalpflege und Archäologie in Sachsen-Anhalt im Ortsteil Emersleben der Gemeinde Halberstadt und ist eine Teilliste der Liste der Kulturdenkmale in Halberstadt. Grundlage ist das Denkmalverzeichnis des Landes Sachsen-Anhalt, das auf Basis des Denkmalschutzgesetzes des Landes Sachsen-Anhalt, welches am 21. Oktober 1991 durch das Landesamt erstellt und seither laufend ergänzt wurde (Stand: 31. Dezember 2022).

## Legende
In den Spalten befinden sich folgende Informationen:
- Lage: Nennt den Straßennamen und wenn vorhanden die Hausnummer des Kulturdenkmals. Die Grundsortierung der Liste erfolgt nach dieser Adresse. Der Link „Karte“ führt zu verschiedenen Kartendarstellungen und nennt die geographischen Koordinaten.
Link zu einem Kartenansichtstool, um Koordinaten zu setzen. In der Kartenansicht sind Baudenkmale ohne Koordinaten mit einem roten bzw. orangen Marker dargestellt und können in der Karte gesetzt werden. Baudenkmale ohne Bild sind mit einem blauen bzw. roten Marker gekennzeichnet, Baudenkmale mit Bild mit einem grünen bzw. orangen Marker.
- Offizielle Bezeichnung: Nennt den Namen, die Bezeichnung oder zumindest die Art des Kulturdenkmals und verlinkt, soweit vorhanden, auf den Artikel zum Objekt.
- Beschreibung: Nennt bauliche und geschichtliche Einzelheiten des Kulturdenkmals, vorzugsweise die Denkmaleigenschaften.
- Erfassungsnummer: Für jedes Kulturdenkmal wird in Sachsen-Anhalt eine 20stellige Erfassungsnummer vergeben. Die letzten zwölf Ziffern werden für die Untergliederung nach Teilobjekten genutzt und werden nur angegeben, soweit vergeben. In dieser Spalte kann sich folgendes Icon  befinden, dies führt zu Angaben zu diesem Baudenkmal bei Wikidata.
- Ausweisungsart: Die Einordnung des Denkmales nach § 2 Abs. 2 DenkmSchG LSA
- Bild: Ein Bild des Denkmales, und gegebenenfalls einen Link zu weiteren Fotos des Kulturdenkmals im Medienarchiv Wikimedia Commons. Wenn man auf das Kamerasymbol klickt, können Fotos zu Kulturdenkmalen aus dieser Liste hochgeladen werden:

## Kulturdenkmale
| Lage                                           | Bezeichnung         | Beschreibung | Erfassungs- nummer | Ausweisungsart | Bild           |
| ---------------------------------------------- | ------------------- | --- | ------------------ | -------------- | -------------- |
| Bauernreihe (Karte)                            | Burg                | Die Burg Emersleben oder Schloss Emersleben wurde im Mittelalter erbaut. Von der ehemaligen Rundanlage ist noch die Ringmauer, ein Turm und der Bergfried erhalten. | 094 00319          | Baudenkmal     | Weitere Bilder |
| Ratsstraße (Karte)                             | Sankt-Petrus-Kirche | Die evangelische Sankt-Petrus-Kirche wurde 1742 laut einer Datierung über dem Nordportal erbaut. Der quadratische Turm ist aus der romanischen Zeit, er trägt eine barocke Haube. Im Inneren befindet sich eine Altarwand aus der Bauzeit, die Kanzel wurde später eingefügt. Das Orgelprospekt wurde 1750 erstellt. In der Kirche befinden sich weiter drei Grabsteine aus dem 16. Jahrhundert. Aud der flachen Decke befinden sich drei Gemälde. | 094 00106          | Baudenkmal     | Weitere Bilder |
| Bauernreihe 49a (Karte)                        | Spritzenhaus        | | 094 00558          | Baudenkmal     | Weitere Bilder |
| Bauernreihe 17 (Karte)                         | Bauernhaus          | | 094 00566          | Baudenkmal     | Weitere Bilder |
| Bauernreihe 17, 18, 19, 20, 21, 22 (Karte)     | Straßenzug          | | 094 00560          | Denkmalbereich | Weitere Bilder |
| Bauernreihe 18 (Karte)                         | Bauernhof           | | 094 00564          | Baudenkmal     | Weitere Bilder |
| Bauernreihe 20 (Karte)                         | Bauernhaus          | | 094 00563          | Baudenkmal     | Weitere Bilder |
| Bauernreihe 21, 22 (Karte)                     | Bauernhaus          | | 094 00565          | Baudenkmal     | Weitere Bilder |
| Bauernreihe 28, 29 (Karte)                     | Scheune             | | 094 00559          | Baudenkmal     | Weitere Bilder |
| Bauernreihe 37, 38, 40, 43, 44, 45, 49 (Karte) | Straßenzug          | | 094 00567          | Denkmalbereich | Weitere Bilder |
| Bauernreihe 44 (Karte)                         | Portal              | Das Portal stammt ursprünglich aus dem Schloss in Gröningen. | 094 00561          | Baudenkmal     | BW             |
| Emersleben Chausseehaus (Karte)                | Pfarrhof            | aktuelle Adresse: Bauernreihe 50 | 094 00557          | Baudenkmal     | Weitere Bilder |
| Ratsstraße 1 (Karte)                           | Schule              | Dorfschule | 094 00556          | Baudenkmal     | Schule         |

## Ehemalige Kulturdenkmale
| Lage           | Bezeichnung               | Beschreibung                                                                                     | Erfassungs- nummer | Ausweisungsart | Bild |
| -------------- | ------------------------- | ------------------------------------------------------------------------------------------------ | ------------------ | -------------- | ---- |
| Bauernreihe 19 | Bauernhaus Bauernreihe 19 | Bauernhaus, nicht mehr existent (abgerissen) Im Jahr 2021 aus dem Denkmalverzeichnis gestrichen. | 094 00562          | Baudenkmal     |      |